# نيك ستيفنز (لاعب كرة قدم أمريكية)
نيك ستيفنز (بالإنجليزية: Nick Stephens)‏ هو لاعب كرة قدم أمريكية أمريكي، ولد في 19 مايو 1987 في فلاور في الولايات المتحدة.

## وصلات خارجية
- نيك ستيفنز على موقع مرجع كرة القدم المحترفة.كوم (الإنجليزية)